# Cascada de Acomat
La cascada de Acomat es un salto de agua situado en la comuna de Pointe-Noire, al interior de la isla de Basse-Terre, en el archipiélago de Guadalupe. Se sitúa sobre el río Grande Plaine, a dos kilómetros de la RN2. El lugar es uno de los más célebres de Guadalupe debido a su color esmeralda. Tiene una altura de nueve metros, en un lugar de abundante vegetación y superficie rocosa y cuenta con una piscina natural.
Se accede al lugar por un terreno accidentado. El lugar suele ser bastante transitado por la población autóctona y turistas, sobre todo los domingos.
No obstante, el lugar presenta varios peligros tal y como indican los paneles indicativos habiéndose provocado varias víctimas mortales. El lugar rocoso puede ser peligroso para los saltos y buceadores. En épocas de grandes lluvias se pueden provocar crecidas y subidas de agua inesperadas. La cascada puede crear torbellinos y remolinos de agua, provocando el llamado fenómeno de aspiración.

## Lugares externos
- Le saut de l’Acomat www.portail-guadeloupe.com

- Datos: Q3226931